# Алекс Сонг
Александър „Алекс“ Димитри Сонг Билонг (на английски: Alexandre 'Alex' Dimitri Song Billong), по-известен сред футболните среди като Алекс Сонг е бивш камерунски футболист роден на 9 септември 1987 г. в Дуала, Камерун. Племенник е на футболиста Ригоберт Сонг. Започва своята кариера във френския Бастия и през сезон 2005/06 преминава в английския Арсенал. През сезон 2006/07 той отива под наем във Чарлтън Атлетик, но после се връща в Арсенал и става един от ключовите и важните футболисти на отбора. През август 2012 г. подписва договор за 5 сезона с испанския гранд Барселона, като трансферната сума е 19 милиона евро.